# Gladesville-Brücke
Die Gladesville-Brücke steht in Sydney (New South Wales, Australien) zirka 6 km oberhalb der bekannteren Sydney Harbour Bridge am Parramatta River bei Gladesville. Bei ihrem Bau war sie mit 305 m die am weitesten gespannte Bogenbrücke aus Stahlbeton der Welt. Sie wurde später von der Krk-Brücke übertroffen. Die Spannweite von 305 m entspricht genau 1000 Fuß. Die Höhe im Bogenscheitel ist 41 Meter.
Die Gladesville-Brücke ist eine Bogenbrücke mit vier nebeneinander stehenden Bögen und oben liegender Fahrbahn. Diese liegt außerdem auf schmalen Pfeilerpaaren mit einem gemeinsamen Pfeilerkopf auf. Das Planungsbüro war G. Maunsell & Partners aus London, an der Planung der Brücke war Eugène Freyssinet (mit dem Ingenieur Yves Guyon) als Berater beteiligt.
Gebaut wurde die Brücke von 1959 bis 1964. Sie wurde am 2. Oktober 1964 eröffnet und wird als Autobahn (North West Freeway) genutzt. Sie steht im Verbund mit zwei weiteren kleineren Brücken, der „Fig Tree Bridge“ und „Tarban Creek Bridge“. Über die Brücke führen sieben Fahrbahnen, drei Richtung Norden und vier Richtung Süden.
Vorher stand 300 Meter weiter westlich eine ältere Brücke, die 1881 gebaut worden war. Sie hatte noch eine Klappe, um Schiffe durchfahren lassen zu können. Von dieser Brücke sind nur noch Sandsteinpfeiler zu sehen. Davor musste man mit Fähren den Fluss überqueren.

## Bau der Brücke
Die Bogen wurden einer nach dem anderen in Segmenten aus hohlen vorgespannten Betonblöcken gebaut, die von Lastkähnen auf ein Lehrgerüst hochgehievt wurden. Zwischen manchen Blöcken wurden sehr flache hydraulische Pressen (vérins plats Freyssinet) eingefügt. Nach der Fertigstellung eines Bogens wurden sie mit Hydraulikflüssigkeit aufgepumpt, sodass sich der Bogen ausdehnte, vom Lehrgerüst abhob und sich selbst trug. Nachdem die richtige Position erreicht war, wurde das Öl durch Beton ersetzt und ein fester Bogen hergestellt. Das Lehrgerüst wurde seitlich verschoben und für den nächsten Bogen verwendet. Anschließend wurde die Fahrbahn aus vorgespannten Stücken darauf gesetzt. Auf beiden Seiten steht der Brückenbogen auf festem Sandsteinfels.

## Rangliste
Die Gladesville-Brücke ist heute nicht mehr die längste Bogenbrücke, sondern sie liegt auf Platz 5. Auch gibt es mehrere noch weiter gespannte Bogenbrücken aus Stahl. Für Betonbrücken lautet die Rangfolge heute (nach Judith Dupré 1997):
- Wangxiang-Brücke 420 m (China)
- Krk-Brücke 390 m (Kroatien)
- Jiangjiehe-Brücke 330 m  (China)
- Yongjiang-Brücke 312 m (China)
- Gladesville-Brücke 305 m (Australien)